# Парк Янко Краля
Парк Янко Краля (словац. Sad Janka Kráľa) — регулярный парк в районе Петржалка в Братиславе, на правом берегу Дуная между Старым мостом на востоке и мостом SNP (Словацкого национального восстания) на западе. Парк является одним из старейших муниципальных парков в Европе, назван в честь словацкого поэта Янко Краля.

## История
Дунай сыграл значительную роль в формировании нынешнего Сада Янки Краля. Основа его почвы состоит из речных отложений, Дунай регулярно намывал и смывал острова в своём течении, в зависимости от полноводности весенних и зимних паводков. К концу XVIII века Дунай был зарегулирован и обнесен дамбами, часть островов стали частью правого берега реки. На нынешней территории парка располагались пойменные леса, которые использовались горожанами Прешбурга в качестве естественной зоны отдыха. Регулярный парк был основан в 1774—1776 годах для благоустройства места отдыха горожан. По канонам ведущего архитектурного стиля того времени — барокко аллеи были устроены в форме восьмиконечной звезды, при этом вдоль каждой из аллей были посажены деревья, по которым они получили свои имена (ольховая, кленовая, ивовая и т. д.). В 1825 году, пятьдесят лет спустя, было построено первое сообщение между старым городом и правым берегом в виде понтонного моста. Свой современный вид парк приобрел в 1839 году, впоследствии многократно дополнительно благоустраивался.
За свою историю парк неоднократно менял имена. В XVIII веке он получил имя Брукенау (нем. Bruckenau), в XIX веке — Аупарк, а в период первой Чехословацкой Республики он назывался Петржальские сады или Тыршове сады. Парк впервые получил охранный статус в 1907 году, когда он был объявлен парком государственной значения со строгой охраной некоторых старых или мемориальных деревьев и их групп. Сегодня он охраняется как национальное культурное наследие Словакии.

## Современность
В 1970-х годах была проведена значительная реконструкция парка, была удалена большая часть кустарниковых зарослей, что визуально расширило парк, подчеркнуло массивные деревья, образующие каркас парка. Большая их часть — 200-летние платаны, диаметр ствола которых достигает 5-6 метров. По окружности парка произрастают клёны и тополи, представители естественной пойменной флоры, но в условиях паркового ухода также достигшие значительных размеров, редко встречаемых в природе. В настоящее время в Саду Янко Краля также произрастают такие экзотические виды, как двулопастное гинкго, маклюра оранжевая, китайское красное дерево и другие. Нижние уровни парковой растительности занимают кустарники, наиболее представлены тис вечнозеленый и лавр медицинский.

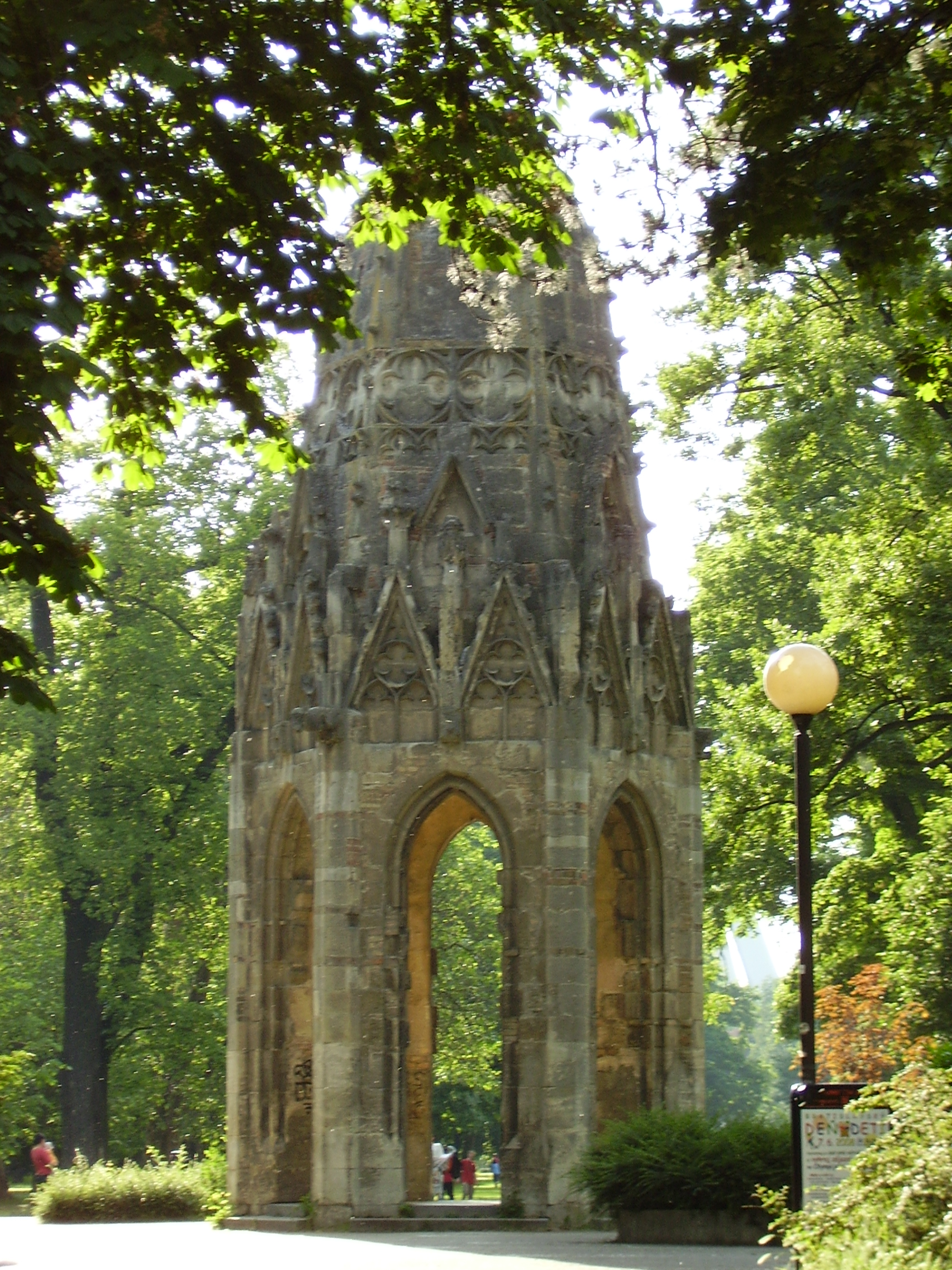
Готическая беседка

В центре парка находится памятник словацкому поэту-романтику Янко Кралю. В восточной части парка установлена садовая беседка, основой которой является готическое навершие колокольни францисканской церкви XV века. В 1897 году землетрясение повредило верхнюю часть колокольни, что потребовало ее перестройки, которую выполнил в неоготическом стиле архитектор проекта Фридьеш Шулек. Первоначальная вершина колокольни после землетрясения была размещена в парке Янко Краля в качестве оригинальной беседки.
Развитие и застройка Братиславы резко определили границы Сада Янки Краля и лишили его возможности расширения. По периметру его ограничивают подъездные пути моста SNP (Нового моста) и Старого моста, а также торговый центр «Аупарк». При этом непосредственная близость торгового центра, ресторанов «Аукафе», «Лебенфингер» и театра «Арена» повысила не только привлекательность парка, но и его доступность. В настоящее время парк служит популярным местом отдыха и встреч. Он создает оазис спокойствия и в то же время служит местом проведения спортивных мероприятий для школьников и взрослых, организуемых различными общественными ассоциациями. В парке регулярно проходят мероприятия исторических сообществ — реконструкторов различных исторических эпох.